# 十八山州

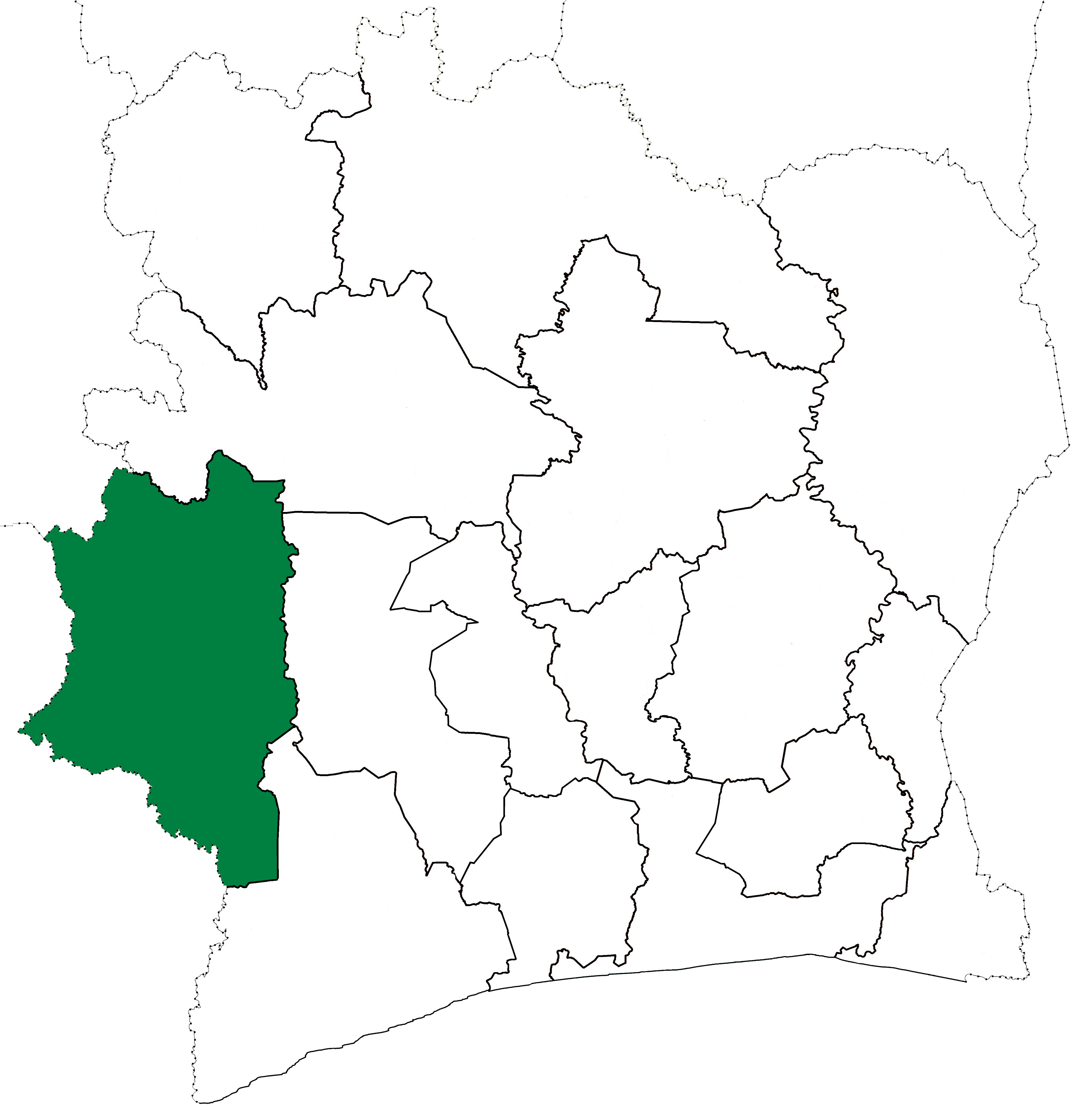
1997年から2000年までの州域を表した地図

十八山州（じゅうはちさんしゅう、フランス語: Région des Dix-Huit Montagnes）はかつてコートジボワールに存在した州。単に山脈州またはモンターニュ州（Région des Montagnes）とも呼ばれる。州都はマン。2000年以降の面積は16,782平方キロメートル。人口は2010年推計で約134万人。国土の南西部に位置し、北から時計回りにバフィン州、ウォロドゥーグー州、高サッサンドラ州、中カヴァリ州、リベリア、ギニアと接していた。1997年から2000年までは中カヴァリ州を含んでおり、当時の面積は31,050平方キロメートル、人口は1998年国勢調査で936,510人だった。
州名のモンターニュ（Montagnes）はフランス語で「山」「山脈」を意味しており、州北部は山岳地帯となっている。国内最高峰のニンバ山はリベリア・ギニアの国境付近に位置している。
1997年1月15日の行政区画再編によって設置された。2000年4月20日、州南部が中カヴァリ州として分離し小さくなった。2011年9月28日の行政区画再編によって廃止され、新たに設置されたモンターニュ地方の一部となった。モンターニュ地方は旧十八山州と旧中カヴァリ州の範囲から成り立っており、中カヴァリ州分離前の十八山州と範囲が重なる。

## 行政区画
成立当初はバンゴロ、ビアンクマ、ダナネ、ドゥエクエ、グイグロ、マンの6県から成り立っていた。1998年にグイグロ県からトゥレプル県が分立し、7県となる。2000年4月にドゥエクエ、グイグロ、トゥレプルの3県が中カヴァリ州として分離し、4県となる。2005年にマン県よりクイブリ県が、ダナネ県よりズアン＝ウニアン県が分立し6県となった。。
また県の下には40郡と20コミューンがあった（2007年時点）。
- バンゴロ県（英語版）
- ビアンクマ県（英語版）
- ダナネ県（英語版）
- ドゥエクエ県（英語版）（2000年に離脱）
- グイグロ県（英語版）（2000年に離脱）
- クイブリ県（英語版）（2005年に成立）
- マン県（英語版）
- トゥレプル県（英語版）（1998年に成立、2000年に離脱）
- ズアン＝ウニアン県（英語版）（2005年に成立）